# Blabia similis
Blabia similis là một loài bọ cánh cứng trong họ Cerambycidae.